# Szpitale
Szpitale (biał. Шпіталі, Szpitali; ros. Шпитали, Szpitali) – wieś na Białorusi, w obwodzie brzeskim, w rejonie żabineckim, w sielsowiecie Stepańki.

## Historia
Miejscowość powstała w drugiej połowie XVII wieku na gruntach należących dawniej do cystersów z Olizarowego Stawu. Jej nazwa wywodzi się od prowadzonego przez zakonników szpitalu. Pod koniec XVII w. majątek należał do Pociejów, a w 1730 roku do Januszkiewiczów. W pierwszej połowie XIX w. jego posiadaczami byli Czartoryscy, od których przejęli go Narbuttowie. W 1847 Szpitale były w rękach Karola Narbutta, w 1870 – Aleksandra Walickiego, a w okresie międzywojennym – Józefa Sawickiego. Po II wojnie światowej dobra przekształcono w kołchoz. Drewniany dwór zachował się, obecnie jest jednak opuszczony i chyli się ku ruinie. Wciąż istnieje także okrągła sadzawka i starodrzew, złożony z lip, wiązów i grabów.

### Przynależność administracyjna
W XIX i w początkach XX w. majątek ziemski położony w Rosji, w guberni grodzieńskiej, w powiecie kobryńskim, w gminie Siechnowicze.
W dwudziestoleciu międzywojennym folwark leżący w Polsce, w województwie poleskim, w powiecie kobryńskim, do 18 kwietnia 1928 roku w gminie Siechnowicze, następnie w gminie Żabinka. W 1921 roku miejscowość liczyła 18 mieszkańców, zamieszkałych w 2 budynkach, wyłącznie Polaków wyznania prawosławnego.
Po II wojnie światowej w granicach Związku Sowieckiego. Od 1991 roku w niepodległej Białorusi. 1 stycznia 2023 roku miejscowość liczyła 81 mieszkańców, zamieszkałych w 41 gospodarstwach domowych.